# 페테르 하베르
페테르 하베르(Peter Haber, 1952년 12월 12일 ~ )는 스웨덴의 배우이다.

## 출연 작품
- 브릿마리 여기 있다 (2019)
- 말괄량이 마녀 로비와 숲 속 친구들 (2016)
- 불곰영웅 밤세: 도둑들의 도시 (2014)
- 세컨 찬스 (2014)
- 엔젤 오브 데스 - 반리우벤스 세컨드 케이스 (2013)
- 어 우먼 디사이피어스 (2011)
- 크래쉬 포인트 (2009)
- 밀레니엄 제1부 - 여자를 증오한 남자들 (2009)
- 인 베드 위드 산타 (1999)
- 크리스마스 오라토리오 (1997)
- 벡 (1997)
- 화이트 라이즈 (1995)
- 수네스 썸머 (1993)
- 고모론 (1992)
- 프로이트의 리빙 홈 (1991)